# Aneta
Aneta ist ein weiblicher Vorname.

## Herkunft und Bedeutung
Er ist die polnische und tschechische Verkleinerungsform von Anne. Eine weitere Variante ist Anka.

## Bekannte Namensträgerinnen
- Aneta Białkowska-Michalak (* 1977), polnische Kanurennsportlerin
- Aneta Kopacz (* 1975), polnische Drehbuchautorin und Filmregisseurin
- Aneta Kręglicka (* 1965 in Stettin), erste und bis dato einzige Polin, die zur Miss World gekürt wurde
- Aneta Langerová (* 1986), tschechische Sängerin
- Aneta Panek (* 1976), polnische Filmemacherin und Performancekünstlerin
- Aneta Rydz (* 1994), polnische Hochspringerin
- Aneta Sablik (* 1989), polnische Sängerin
- Aneta Szczepańska (* 1974), polnische Judoka
- Aneta Wojtkowska (* 1991), polnische Badmintonspielerin

Aneta ist auch der Name eines Dorfes in der Ukraine, siehe Aneta (Ort) (ukrainisch Анета).